# Enchaînement (cricket)

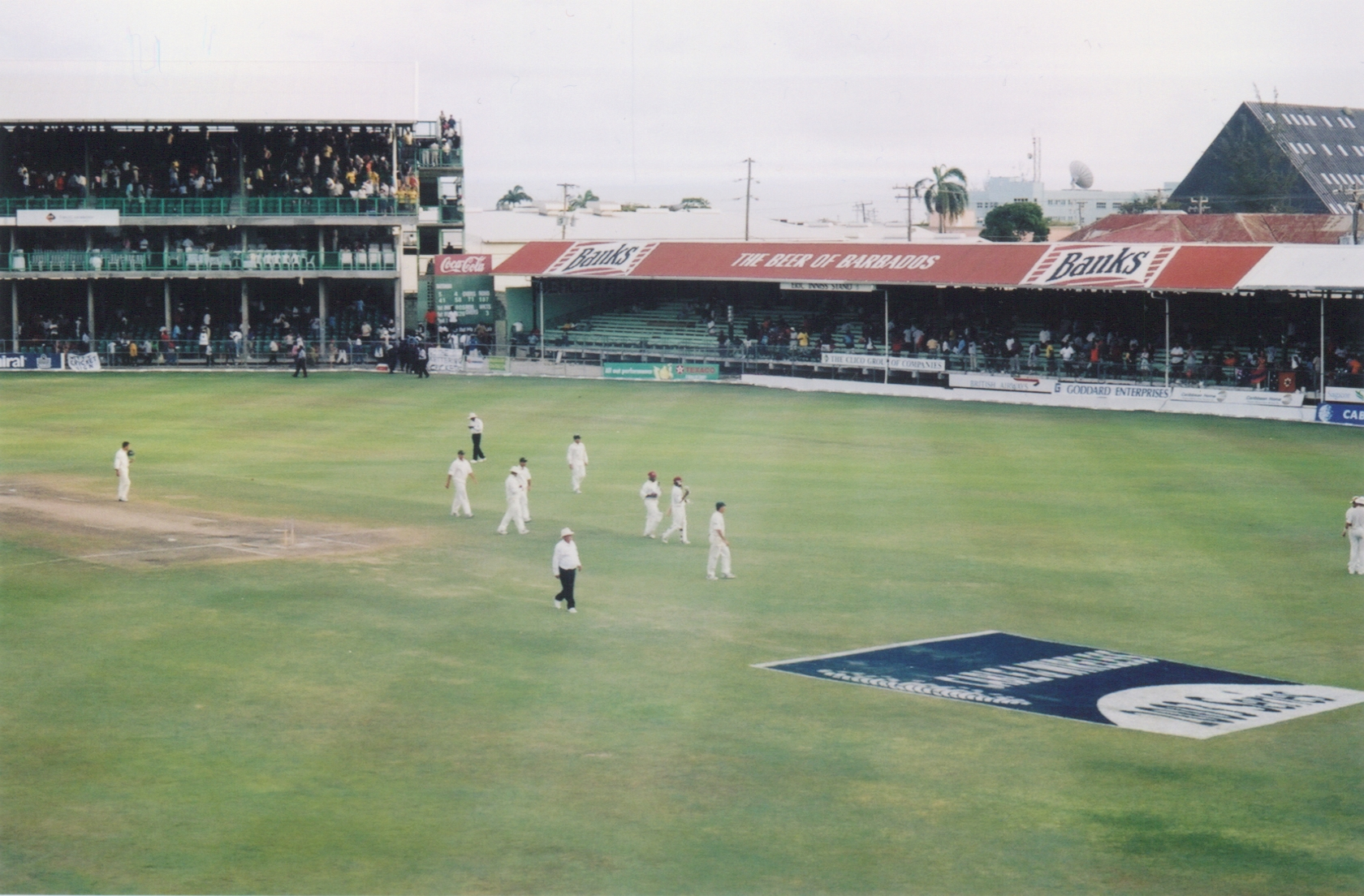
Scène d'un match entre les Indes occidentales et l'Australie, en 2003 à la Barbade, au cours duquel les visiteurs font subir l'enchaînement à leurs hôtes.

Pour les articles homonymes, voir enchaînement.
L'enchaînement, en anglais follow-on, est, au cricket, la succession, sous certaines conditions, des deux manches d'une équipe dans un match limité en temps où chaque camp dispose de deux manches pour marquer. Dans le cas général, dans une telle partie, l'une des équipes batte durant les manches impaires, et l'autre durant les manches paires. À l'issue des deux premières d'entre elles, si l'équipe qui a batté en deuxième a un déficit de points dépassant un seuil fixé (par exemple 200 courses pour un match de cinq jours), le capitaine du camp adverse peut la forcer à « enchaîner » en rejouant immédiatement, c'est-à-dire à batter durant la troisième manche plutôt que la quatrième. Cette possibilité offre plus de temps à l'équipe qui domine la partie d'éliminer l'autre une seconde fois avant la fin du temps réglementaire de jeu.
La mise en application de l'enchaînement présente toutefois un risque pour l'équipe qui mène : elle oblige ses propres lanceurs à être en action deux manches de suite, ce qui peut induire une perte d'efficacité. Optionnel depuis 1900, l'enchaînement était jusqu'alors automatique, ce qui conduisait à des situations ubuesques : certaines équipes, battant en deuxième, et placées en situation difficile, préféraient se faire éliminer rapidement et être sûres de batter immédiatement à nouveau, face à des lanceurs qui ne pourraient pas se reposer. Pour les contrer, leurs adversaires concédaient volontairement des points pour que l'écart de points entre les deux camps soit moindre que le seuil fixé par la règle de l'enchaînement.

## Règle
« Dans une partie à deux manches de 5 jours ou plus, si la première équipe à la batte mène par au moins 200 courses à l’issue des premières manches, elle a la possibilité d’obliger l’équipe adverse à enchaîner sa deuxième manche. Il en est de même pour des parties à deux manches de durée plus courte, avec une avance minimum en chaque cas comme suit : 150 courses dans une partie à 3 ou 4 jours ; 100 courses dans une partie à 2 jours ; 75 courses dans une partie d’1 jour. »

— Lois du cricket : Loi 13 — L'enchaînement
Dans une partie, généralement limitée en temps, où chaque équipe dispose de deux manches pour marquer, chaque camp joue alternativement. Lorsque la première équipe qui batte a une avance importante à l'issue de la première manche de ses opposants, son capitaine a la possibilité d'inverser l'ordre des deux manches suivantes : il laisse la priorité à ses adversaires. Il se laisse ainsi en théorie plus de chances de l'éliminer une deuxième fois avant la fin du temps imparti. Dans un tel match, il faut en effet pour gagner avoir marqué plus de courses que l'équipe adverse mais aussi que celle-ci ait achevé ses deux manches. Si cette deuxième condition n'est pas atteinte, le match est dit « nul » (drawn en anglais).
|                         | Manche 1 | Manche 2 | Manche 3 | Manche 4 |
| ----------------------- | -------- | -------- | -------- | -------- |
| Ordre naturel           | Équipe A | Équipe B | Équipe A | Équipe B |
| Ordre avec enchaînement | Équipe A | Équipe B | Équipe B | Équipe A |

La première équipe doit avoir une avance minimale pour pouvoir forcer l'autre à enchaîner. Celle-ci dépend de la limite en jours du match. Si le match débute avec un certain nombre de jours de retard par rapport à son début théorique, c'est le nombre de jours restants qui est pris en compte pour le calcul du seuil d'avance minimale.
| Durée maximale du match (jours)   | 1  | 2   | 3 ou 4 | 5 ou plus |
| Avance minimale requise (courses) | 75 | 100 | 150    | 200       |

Il est obligatoire pour le capitaine de l'équipe qui domine le match d'informer clairement son homologue qu'il compte faire appel à l'enchaînement. Un oubli entraîne l'obligation pour son camp de batter à nouveau, situation qui s'est déjà produite, et qui aboutit à une situation où les deux équipes, à leur retour du vestiaire, se préparent à lancer.

## Tactique
La décision de forcer l'équipe adverse à batter durant la troisième manche après l'avoir fait dans la deuxième est entre les mains du capitaine du camp qui a une large avance. Si l'utilisation de l'enchaînement est largement répandue, elle n'est pas systématique. Elle permet de profiter de l'état psychologique des adversaires, qui viennent de se mettre en situation d'échec.
Un capitaine peut refuser de forcer l'équipe adverse à enchaîner pour éviter que ses propres lanceurs ne soient en action durant deux manches consécutives, entraînant un surcroît de fatigue et donc une perte d'efficacité. La décision était plus facile à prendre jusqu'au début des années 1980, puisqu'un jour de repos coupait les matchs et permettaient aux lanceurs de se reposer. La disparition progressive de ces journées de coupure au cours des années 1990 conduit certains capitaines à faire appel à l'enchaînement avec plus de parcimonie. Un autre paramètre à prendre en compte est l'état de la piste au milieu du terrain : sa détérioration au cours de la partie peut conduire le capitaine à éviter d'y faire batter son équipe au cours de la quatrième et dernière manche.

## Historique

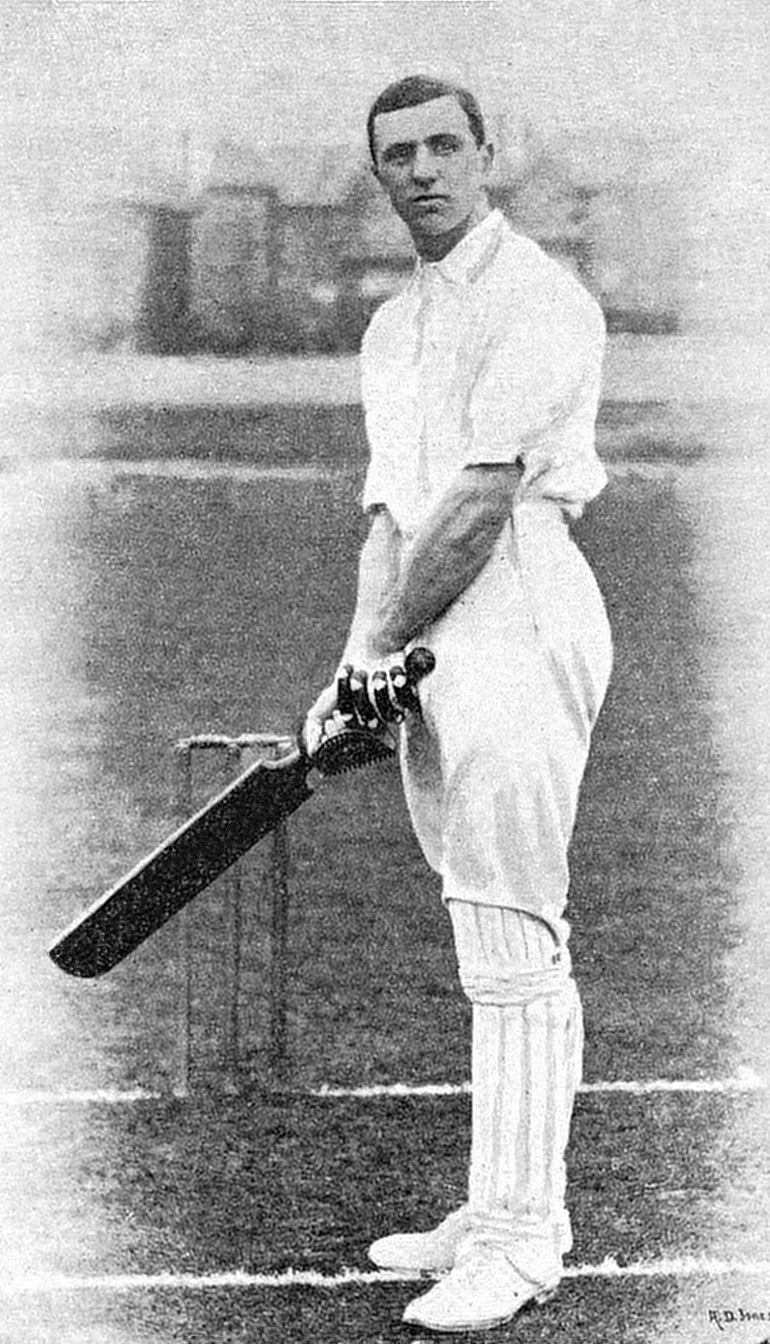
Frank Mitchell est au cœur de l'une des controverses qui mène à un changement de la règle de l'enchaînement.

Le premier usage connu de l'enchaînement date de 1787 mais, à cette période, il n'y a pas d'écart minimal pour lequel il est mis en œuvre : il est d'usage que l'équipe qui a marqué le moins de points à l'issue des deux premiers tours de batte est la première à batter à nouveau. En 1835, le Marylebone Cricket Club (MCC) régule pour la première fois ce fait de jeu en fixant à 100 courses l'écart minimal entre deux camps qui impose au deuxième de batter à nouveau. À cette époque, l'enchaînement est obligatoire lorsque la deuxième équipe qui batte marque un nombre de courses trop faible par rapport à ses adversaires après leur première manche respective. Ce n'est donc pas un choix fait par le capitaine de l'équipe qui domine, une situation qui dure jusqu'en 1900. Le seuil d'écart passe à 80 courses en 1854, à une époque où l'état des terrains fait de cette marge une avance importante. 
À la fin du XIXe siècle, les conditions de jeu ont largement évolué et 80 courses d'avance ne représentent plus un écart aussi significatif. Les années 1880 marquent le début d'une série d'incidents causés par le caractère obligatoire de la règle. Lorsque la deuxième équipe à batter est en difficulté, elle préfère parfois se faire volontairement éliminer sous la limite prévue pour batter à nouveau et profiter de la fatigue des lanceurs adverses ainsi que d'un terrain parfois plus propice à marquer que lorsque son état se sera encore plus dégradé lors de la quatrième manche. En 1885 une partie entre deux équipes dites « XI d'Alfred Shaw » et un « XI de Louis Hall » voit l'un des derniers batteurs des seconds se faire éliminer intentionnellement pour permettre à son camp d'enchaîner, alors que le match a de fortes chances de se terminer par un résultat nul et qu'aucune des deux équipes ne désire lancer à nouveau. En 1882, les joueurs du Kent essayent de se faire éliminer volontairement pour subir l'enchaînement mais un lanceur adverse du Nottinghamshire déjoue leur plan en concédant des points de pénalité,. En 1893, lors d'un match entre Oxford et Cambridge à Lord's, siège et propriété du MCC, les derniers batteurs d'Oxford essaient de se faire délibérément éliminer avec un écart légèrement supérieur à 80 courses pour batter une deuxième fois consécutive, ce qui aurait obligé les lanceurs adverses, fatigués, à être en action deux manches de suite. S'apercevant de cette situation, le capitaine de Cambridge, Stanley Jackson, ordonne à ses lanceurs de faire des fautes pour concéder des points et faire passer l'écart sous la barre des 80 points. Les réactions sont vives, et Jackson y gagne une réputation de dureté qui explique peut-être qu'en 1899, quand les sélectionneurs de l'équipe d'Angleterre choisissent un successeur au poste de capitaine à W. G. Grace, Archie MacLaren lui soit préféré.
Pour éviter ce genre d'incidents, l'Australie innove pour la saison 1893-1894, en expérimentant un enchaînement décidé par l'équipe qui domine le match jusqu'à 200 courses d'avance et obligatoire au-delà. Le MCC, quant à lui, modifie la règle : l'écart qui force l'enchaînement passe à 120 courses, mais ce dernier est toujours automatique, ce qui ne suffit pas à mettre fin au problème. En 1896, Oxford et Cambridge sont encore à l'œuvre, toujours à Lord's, lorsque le capitaine de Cambridge, Frank Mitchell, fait faire des fautes à ses lanceurs pour éviter qu'Oxford ne subisse volontairement l'enchaînement. Certains spectateurs crient leur mécontentement, et le correspondant du Times s'indigne de cette tactique dans un article publié le lendemain,. Même si les réactions sont généralement vives, Mitchell est défendu, comme son prédécesseur Jackson, par le Wisden Cricketers' Almanack, pour qui le problème vient de la règle. Rétrospectivement, H. D. G. Leveson Gower, le capitaine adverse au moment des faits, ne comprend pas l'accueil réservé par les membres du MCC et par le public au geste de son homologue, et considère qu'il était du ressort de ce dernier de tout faire pour gagner — ce qui d'ailleurs n'a pas été pas le cas puisqu'Oxford a réussi à remporter le match. Des incidents similaires se produisent les années qui suivent en Australie, où les expérimentations sont un temps abandonnées avant de reprendre en 1898-1899, et en Angleterre. 
Il faut attendre 1900 pour que le MCC modifie à nouveau ses règles : non seulement la marge minimale d'utilisation de l'enchaînement devient 150 courses pour un match de trois jours ou plus, mais la décision de faire batter l'équipe qui a un déficit de points revient au capitaine de l'équipe qui domine, qui peut ainsi refuser de l'utiliser. Les autres marges en applications sont de 100 courses pour un match de deux jours, 75 pour une partie d'une journée. Si les Australiens conservent un temps leur règlement propre avec deux seuils — l'un pour lequel l'enchaînement est optionnel, l'autre pour lequel il est automatique — il n'y a plus de changement majeur autre qu'un ajustement des écarts au cours de l'histoire du cricket. En 1914 apparaît pour la première fois la réduction des marges si le début du match est décalé d'un ou plusieurs jours à cause de la pluie. Au début des années 1960, la règle de l'enchaînement est temporairement supprimée dans le County Championship pendant deux saisons.

## Statistiques et matchs notables

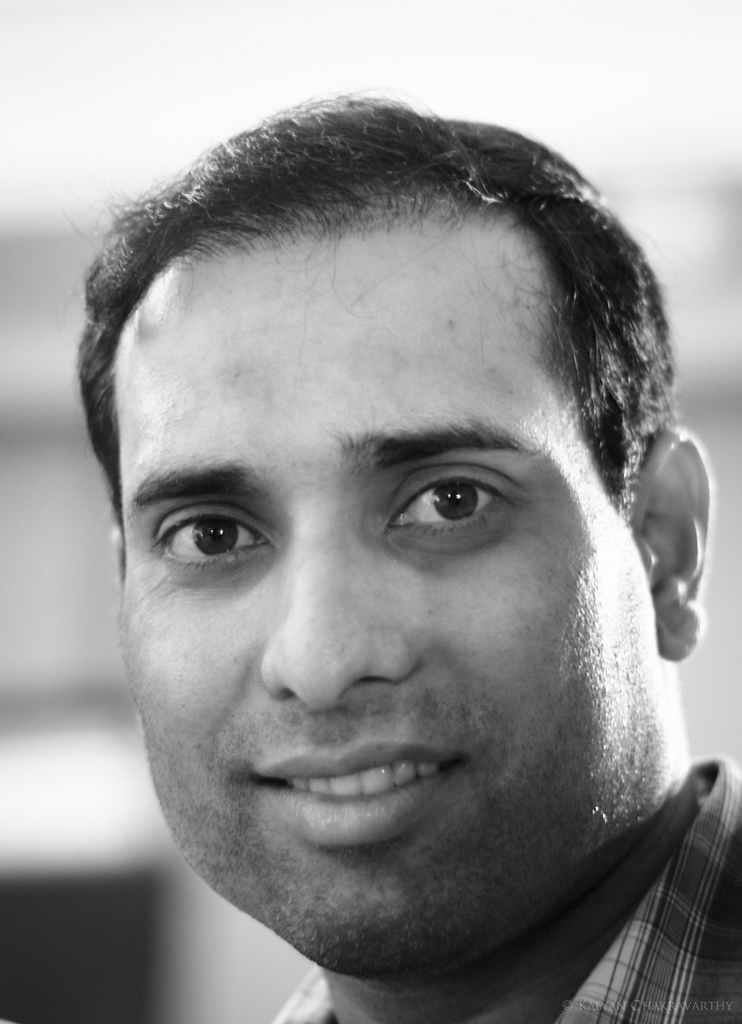
V. V. S. Laxman (ici en 2011), l'un des principaux artisans du retournement de situation réussi par l'Inde en 2001.

Remporter un match après avoir été obligé d'enchaîner ses deux manches est une performance rare. Sur la période 1900-1939, dans le County Championship en Angleterre, 18 % des matchs produisent une situation d'enchaînement, qui est utilisé dans 90 % des cas. Parmi ces rencontres, 72 % sont remportées par l'équipe qui domine, et seulement 3 % voient la situation se renverser. Au niveau international, cette performance ne s'est produite que trois fois en plus de deux mille test-matchs. La sélection australienne a été la perdante de ces trois parties. La première instance s'est produite en 1894, au Sydney Cricket Ground, alors que les locaux mènent de 261 courses après les premières manches contre l'Angleterre, à une époque où l'enchaînement n'est pas optionnel. Les Australiens battent le dernier jour sur un terrain rendu difficile à cause de la pluie tombée la nuit précédente. En 1981, les Anglais gagnent encore, cette fois à Headingley, après avoir accusé un retard de 227 courses à la moitié de la partie. Enfin, en 2001, les Indiens s'imposent à Eden Gardens malgré un déficit de 274 courses après leur premier tour de batte.
Le match de 1981 est le troisième d'une série de six menée 1-0 par les Australiens et le capitaine anglais, Ian Botham, vient de démissionner. Dans leur deuxième manche de la partie, les locaux ont encore 92 points de retard à la septième élimination. Botham marque 145 courses, faisant passer l'Angleterre devant l'Australie, qui n'a toujours besoin que de 130 courses dans la dernière manche pour gagner. Bob Willis élimine notamment huit adversaires et l'Angleterre gagne par 18 courses. Au cours du troisième jour de jeu, la cote pour leur victoire, de 500/1 chez Ladbrokes, est annoncée sur le panneau d'affichage. Les Australiens Dennis Lillee et Rod Marsh se laissent tenter et parient chacun quelques livres sterling, qui leur en rapportent en tout 7 500, mais rares sont ceux qui pensent qu'ils ont volontairement perdu le match. La rencontre disputée à Eden Gardens, en 2001, succède à 16 test-matchs consécutifs gagnés par les Australiens, un record du monde. Dans leur deuxième manche, les Indiens s'appuient notamment sur les 281 courses de V. V. S. Laxman et les 180 de Rahul Dravid, qui battent ensemble la totalité du quatrième jour, avant que leurs hôtes ne perdent par 171 courses, notamment à la suite des six éliminations réussies par Harbhajan Singh. Ces deux dernières parties sont parfois citées parmi les meilleurs test-matchs de l'histoire,. Les performances à la batte de Botham et Laxman sont classées par Wisden en 2001 parmi les dix meilleures de l'histoire dans ce format.
Le match à Eden Gardens et le début des années 2000 marquent un repli de l'utilisation de l'enchaînement par les capitaines. Dans les années 1980, il a été appliqué dans près de 97 % des cas où il aurait pu l'être. Ce taux passe à près de 87 % pendant les années 1990, et moins de 70 % entre le face-à-face d'Eden Gardens et juin 2006. Un facteur possible de cette désaffection relative est la disparition progressive du jour de repos au milieu des test-matchs, qui permettait notamment aux lanceurs de se reposer en donc d'être prêts à être en action deux manches de suite. En test-match, le record d'avance malgré lequel l'enchaînement n'a pas été requis est de 563 courses, pour l'Angleterre face aux Indes occidentales en 1930. Le match avait été prévu pour être sans limite de temps, mais a dû s'arrêter sur un résultat nul après neuf jours d'action pour que les Anglais puissent prendre le bateau.